# Rostryggig kungsfiskare
Rostryggig kungsfiskare (Ceyx rufidorsa) är en fågel i familjen kungsfiskare inom ordningen praktfåglar.

## Utbredning och systematik
Rostryggig kungsfiskare förekommer från södra Malackahalvön, Stora Sundaöarna och Små Sundaöarna till västra och sydvästra Filippinerna. IOC delar in den i fem underarter med följande utbredning:
- Ceyx rufidorsa rufidorsa – södra Malackahalvön, Sumatra, Bangka och Belitung (öster om södra Sumatra), Java, Borneo (förutom i nordost) och Små Sundaöarna till Flores och Pantar
- Ceyx rufidorsa motleyi – nordöstra Borneo (Sabah till östra Kalimantan) och närliggande öar norr om
- Ceyx rufidorsa captus – ön Nias utanför nordvästra Sumatra
- Ceyx rufidorsa jungei – öarna Batu och Simeulue utanför nordvästra Sumatra
- Ceyx rufidorsa vargasi – Lubang och Mindoro i nordvästra och sydvästra Filippinerna

Arten behandlades tidigare ofta som underart till eller till och med färgmorf av orientkungsfiskare (C. erithaca). Den urskiljs dock allt oftare som egen art.

## Status och hot
Arten har ett stort utbredningsområde, men tros minska i antal, dock inte tillräckligt kraftigt för att den ska betraktas som hotad. Internationella naturvårdsunionen IUCN listar arten som livskraftig (LC).